# Tigre attaquant un cheval sauvage
Tigre attaquant un cheval sauvage est un tableau d'Eugène Delacroix peint entre 1826 et 1829.